# Cornel Popa (regizor)
Cornel Popa (n. 3 februarie 1932, București, România – d. 1 mai 2008, București, România) a fost un regizor de televiziune român, care a realizat primul serial de televiziune (Aventurile echipajului Val-Vîrtej), a lăsat multe scenete comice („Tanța și Costel”), și a inițiat o „Istorie a teatrului universal” pentru publicul larg, folosind cei mai buni actori ai timpului.

## Biografie
Cornel Popa s-a născut pe 3 februarie 1932 la București. Între 1953 - 1958 a studiat Regia de Teatru la Institutul de Artǎ Teatralǎ și Cinematograficǎ „Ion Luca Caragiale” („IATC”) din București. După absolvire a rǎmas ca asistent la „Institut”, dar a trecut repede la nou înființata Televiziune Română, unde a fǎcut pionerat, alǎturi de alți regizori de meserie, precum: Andrei Sava Bǎleanu, Victor Barna, Letiția Popa Schwartz, Andrei Brǎdeanu, David Esrig, Valeriu Lazarov, Lucian Pintilie, Cornel Todea etc.
A realizat emisiuni de diverse genuri, filmând împreunǎ cu regizorul Titi Acs sceneta comică „Tanța și Costel” de Ion Băieșu avându-i ca interpreți pe Coca Andronescu și Octavian Cotescu, în 1962, emisiuni pt. copii, d.ex. primul serial, „Aventurile Cǎpitanului Val-Vârtej” pe un scenariu de Octavian Sava (1960-1970), „Cosmin, Fiul Zimbrului” (1968), înființând pentru tineret „Clubul Tinereții”, în 1964, unde folosea ca prezentatori actori profesioniști, precum: Valentin Plătăreanu, Florian Pittiș și Mariana Mihuț, unde apǎreau poeți precum Ana Blandiana, Adrian Păunescu, dar și cântǎreți de muzicǎ ușoară, precum Margareta Pâslaru, Constantin Drăghici, Anca Agemolu, Radu Cristea, Tudor Gheorghe..., fiind și unul din realizatorii „Cerbului de Aur” de la Brașov, alături de Alexandru Bocăneț și alții, în 1969. Dar cel mai des a montat piese de teatru din repertoriul clasic, inițiind o „Istoria Teatrului universal, exemplificată prin piese precum: trageditragedia antică greacă „Alcesta” de Euripide (1971), „De Ochii Lumii” (1971), „Originea și Evoluția Vehiculelor” (1973), comediile „Evantaiul” de Carlo Goldoni (1974), „Castiliana” de Lope de Vega, „Doctor fără Voie” de Molière (1974), piesa romantică „Hernani” de Victor Hugo, „Bărbierul din Sevilla” de Beaumarchais, „Vannino Vannini” după romanul scriitorului francez Stendhal, „Cadavrul viu” de Lev Tolstoi (1975), „Pălăria florentină” de Eugène Labiche (1976), „Rivalii” de Richard Brinsley Sheridan (1976), „Trenul blindat” de scriitorul sovietic Vsevolod Ivanov (1972), etc., și unele din repertoriul național, precum „Sosesc de la Paris” de Tudor Mușatescu în 1977. 
Fiind însa dat afara din Televiziune la sfârșitul anilor '80, cariera lui a fost întreruptă brutal, în ciuda faptului ca prestase o muncă serioasă și de calitate, fără implicările politice la ordinea zilei (nu a fost membru de partid), prin care multe alte persoane necalificate, au devenit „cunoscute”, ocupând poziții importante, muncă ce n-a fost - din păcate - apreciată la nivelul meritat, fiind forțat să-și câștige pâinea în altă parte, pe unde a putut. Astfel a montat mai multe piese de teatru la radio și prin teatre, precum Mult zgomot pentru nimic de Shakespeare, Tache, Ianke și Kadâr de Victor Ion Popa etc., la nou înființatul „Teatrul Valah” din Giurgiu.
În televiziune mai apare doar cu un singur film, „Aspirina și Piramidonul” în 1988.
A murit decepționat, de cancer, pe 1 mai 2008, la 76 de ani, la București, aproape un „anonim”.

## Piese, filme și seriale regizate
- „Tanța și Costel” de Ion Băieșu (1962)
- „Aventurile Cǎpitanului Val-Vârtej” pe un scenariu de Octavian Sava (1960-1970)
- „Cosmin, Fiul Zimbrului” (1968)
- „Alcesta” de Euripide (1971)
- „Evantaiul” de Carlo Goldoni (1974)
- „Castiliana” de Lope de Vega (1975)
- „Doctor fără Voie” de Molière (1974)
- „Hernani” de Victor Hugo (1975)
- „Bărbierul din Sevilla” de Beaumarchais (1975)
- „Vannino Vannini” după romanul scriitorului francez Stendhal (1975)
- „Cadavrul viu” de Lev Tolstoi (1975)
- „Mult Zgomot pentru Nimic” de William Shakespeare (1976)
- „Pălăria florentină” de Eugène Labiche (1976)
- „Rivalii” de Richard Brinsley Sheridan (1976)
- „Trenul blindat” de scriitorul sovietic Vsevolod Ivanov (1972)
- „Sosesc de la Paris” de Tudor Mușatescu (1977)